# Ostha seleniata
Ostha seleniata är en fjärilsart som beskrevs av Walker 1862. Ostha seleniata ingår i släktet Ostha och familjen nattflyn. Inga underarter finns listade i Catalogue of Life.